# Костюринський провулок
Костюринський провулок — провулок в Основ'янському районі Харкова. Пролягає від Вірменського провулка до Кооперативної вулиці. Рух односторонній.

## Історія і назва
Виникнення Костюринського провулку пов'язане з торгівельною діяльністю мешканців Подолу, який почав забудовуватись при самому початку виникнення Харкова. З кінця XVII століття тут почали виникати вулиці: Сінна (нині Кооперативна), Плетнівський, Подільський провулки та ін.
Костюринський провулок названий на честь Сергія Кіндратовича Костюріна. С. Костюрин (нар. 1811) — харківський купець 2-ї гільдії, гласний Харківської міської думи в 1847—1849 роках, з 1853-го по 1868-й був харківським міським головою — його обирали на два трирічних терміни. Був відомий благодійницькою діяльністю, мав почесні звання й нагороди. В 1870 році, по смерті С. Костюрина, безіменний до того провулок, у якому він жив, харківці назвали його іменем.
У 1936—1953 роках Костюринський провулок мав ім'я Жана Жореса, французького політичного діяча, історика, філософа, теоретика соціалізму.

## Будинки

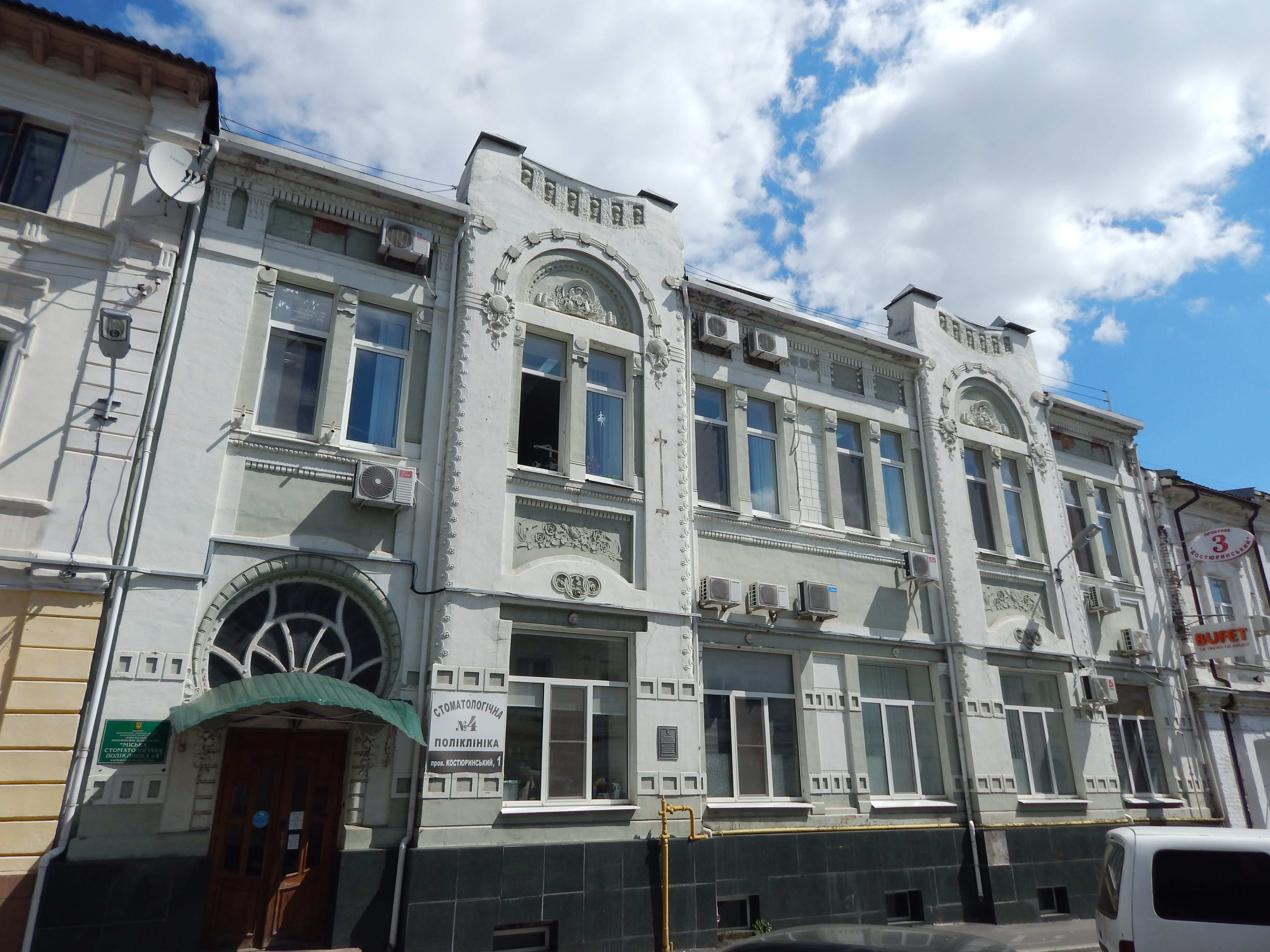
Будинок № 1

Майже всі будинки в Костюринському провулку зведені не пізніше початку XX століття. Єдина новобудова — будинок № 2. Власниками більшості будинків були купці й члени їхніх сімей.
- Будинок № 1 — пам'ятка архітектури Харкова, охорон. № 7156-Ха[4]. Початок XX століття, архітектор невідомий. Колишнє Шведське консульство. Купець Адольф Мюнх з 1908 року був шведським консулом у Харкові, і в цьому будинку розміщувалися його квартира й консульство. Нині в будинку розташована стоматологічна клініка.
- Будинок № 2 — ТРЦ «Palladium» з кінотеатром Palladium Cinema[5], відкритий у 2012 році. «Palladium» побудований на місці двоповерхового будинку, який входив у перелік пам'яток історії Харкова. У знесеному будинку колись містилися Харківський міський комітет РСД-РП(б) і редакція газети «Донецький пролетарій».
- Будинок № 2 — торгові крамниці Костюриних, побудовані у ІІ половині ХІХ століття[6].
- Будинок № 3 — колишній будинок Я. В. Слодкевича, побудований наприкінці ХІХ століття[7].
- Будинок № 5 — колишній будинок сім'ї Серікових кінця ХІХ століття[8].